# Zane Phillips
Zane Ethan Phillips (Denver, 25 novembre 1993) è un attore statunitense.

## Biografia
Nato a Denver, in Colorado, si è trasferito in giovane età a Fredericksburg, in Texas, dove iniziò ad avvicinarsi al teatro anche se la passione per la recitazione raggiunse il suo culmine qualche anno dopo quando il suo teatro organizzò una riproduzione del musical Man of La Mancha.
Nel 2015 si è laureato presso il programma di teatro musicale dell'Università di Elon in Carolina del Nord partecipando poi alla produzione di diversi musical tra cui un tour nazionale di The Sound of Music e apparizioni in riproduzioni di Hair, Hairspray, Mamma Mia! e The Fantasticks. Contestualmente ha preso parte anche ad almeno un paio di cortometraggi.
Poco prima che scoppiasse la pandemia di COVID-19 Phillips riuscì ad aggiudicarsi un ruolo nel film Fire Island di Andrew Ahn, un libero adattamento in chiave queer del romanzo Orgoglio e pregiudizio di Jane Austen. Poco dopo la fine delle riprese per il film si propose alle audizioni per un ruolo nella serie televisiva Legacies, spin-off di The Vampire Diaries; inizialmente si era proposto per il ruolo del figlio immortale di Rasputin ma il produttore esecutivo Brett Matthews, insieme agli altri autori della serie, lo ritennero più adatto, data la sua dichiarata omosessualità, per interpretare un nuovo interesse amoroso di Jed Tien, interpretato da Ben Levin. Dopo Legacies Phillips ha ottenuto ruoli in Partner Track e Glamorous.

## Vita privata
L'attore ha dichiarato di essere gay.

## Filmografia

### Cinema
- Rolling Cigarettes, regia di Kevin Ridge – cortometraggio (2014)
- Narcolepsy, regia di Jordan Roman – cortometraggio (2015)
- The Cabin, regia di Ryan E. Wolf – cortometraggio (2019)
- American Dreamin', regia di T.J. Mannix – cortometraggio (2019)
- Fire Island, regia di Andrew Ahn (2022)

### Televisione
- Madam Secretary – serie TV, 1 episodio (2016)
- Legacies – serie TV, 11 episodi (2021-2022)
- Partner Track – serie TV, 6 episodi (2022)
- Glamorous – serie TV, 10 episodi (2023)
- Mid-Century Modern – serie TV, episodi 1x05, 1x10 (2025)

### Podcast
- In the End: There's Always a Disney God (2023)

## Doppiatori italiani
Nelle versioni in italiano delle opere in cui ha recotato, Zane Phillips è stato doppiato da:
- Jacopo Venturiero in Fire Island
- Alessio Puccio in Partner Track
- Federico Viola in Glamorous
- Paolo Vivio in Mid-Century Modern